# Wereldkampioenschap waterski racing 1989
Het wereldkampioenschap waterski racing 1989 was een door de International Water Ski Federation (IWSF) georganiseerd kampioenschap voor waterskiërs. De 6e editie van het wereldkampioenschap vond plaats in het Italiaanse Lecco op 13 september 1989.

## Uitslagen
| Goud   | Ian Dipple   |
| Zilver | Mike Avila   |
| Brons  | Murray Brown |

| Goud   | Marcha Fitzgerald |
| Zilver | Leanne Hickey     |
| Brons  | Debbie Nordblad   |

1979 ·
1981 ·
1983 ·
1985 ·
1987 ·
1989 ·
1991 ·
1993 ·
1995 ·
1997 ·
1999 ·
2001 ·
2003 ·
2005 ·
2007 ·
2009 ·
2011 ·
2013 ·
2015 ·
2017 ·
2019